# Lac Arndt
Pour les articles homonymes, voir Arndt.
Le lac Arndt (en anglais : Arndt Lake) est un lac américain dans le comté de Tuolumne, en Californie. Il est situé à 2 812 mètres d'altitude au sein de la Yosemite Wilderness, dans le parc national de Yosemite.